# Mantoida ronderosi
Mantoida ronderosi es una especie de mantis de la familia Mantoididae.

## Distribución geográfica
Se encuentra en Argentina.